# Peter Harrold
Peter Jacob Harrold (* 8. Juni 1983 in Kirtland Hills, Ohio) ist ein ehemaliger US-amerikanischer Eishockeyspieler und derzeitiger -trainer, der im Verlauf seiner aktiven Karriere zwischen 2002 und 2016 unter anderem annähernd 300 Spiele für die Los Angeles Kings und New Jersey Devils in der National Hockey League auf der Position des Verteidigers bestritten hat. Darüber hinaus absolvierte Harrold weitere 275 Partien in der American Hockey League (AHL).

## Karriere

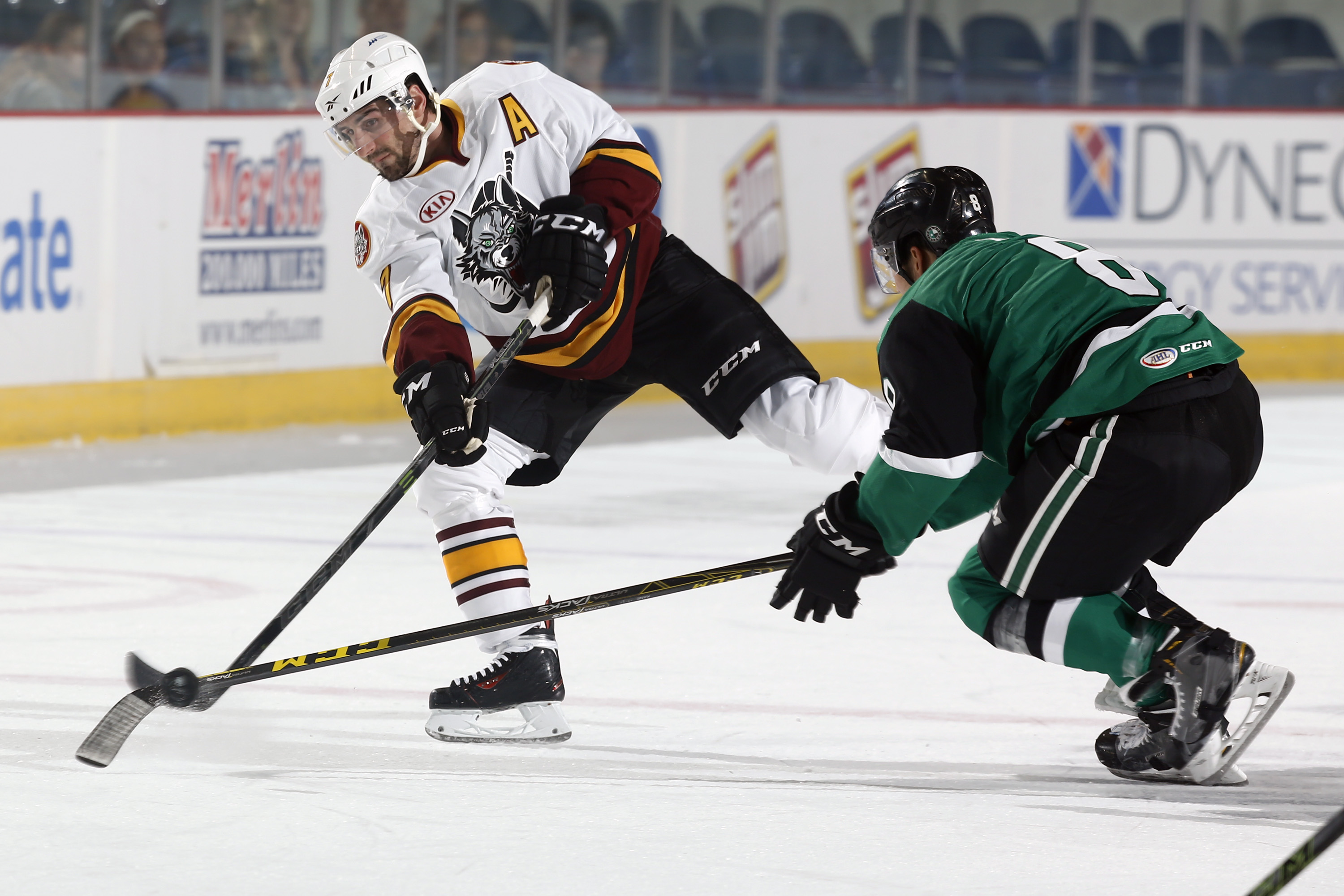
Harrold (links) im Trikot der Chicago Wolves (2015)

Peter Harrold begann seine Karriere als Eishockeyspieler bei den Cleveland Junior Barons, für die er von 1999 bis 2002 in der North American Hockey League (NAHL) aktiv war. Anschließend spielte der Verteidiger vier Jahre lang für das Boston College in der National Collegiate Athletic Association (NCAA). 
Im April 2006 erhielt der Linksschütze, der nie zuvor gedraftet worden war, als Free Agent einen Vertrag bei den Los Angeles Kings, für die er in der Saison 2006/07 sein Debüt in der National Hockey League (NHL) gab. Den Großteil der Spielzeit verbrachte er jedoch ebenso bei deren Farmteam, den Manchester Monarchs, aus der American Hockey League (AHL) – so auch im folgenden Jahr. In seiner ersten kompletten NHL-Spielzeit erzielte Harrold in der Saison 2008/09 in 69 Spielen zwölf Scorerpunkte für die Kings. Im August 2011 wurde der Verteidiger als Free Agent von den New Jersey Devils verpflichtet. Nach drei Jahren in der Organisation New Jerseys wechselte Harrold – erneut als Free Agent – zu den St. Louis Blues. Nach einer Saison, die er ausschließlich bei den Chicago Wolves in der AHL verbracht hatte, wurde sein auslaufender Vertrag nicht verlängert und der 33-Jährige beendete in der Folge seine aktive Karriere.
Anschließend pausierte Harrold mehrere Jahre, ehe er im Sommer 2020 im NHL-Franchise der Carolina Hurricanes in den Trainerstab integriert wurde. Dort war er in den folgenden vier Jahren in die Trainingsarbeit involviert. Im Sommer 2024 wurde er zum Director of Player Development befördert.

### International
Auf internationalem Niveau debütierte Harrold bei der Weltmeisterschaft 2009 für die Nationalmannschaft der Vereinigten Staaten und kam dabei auf drei Einsätze, in denen er punktlos blieb. Im Endklassement belegten die US-Amerikaner den vierten Platz.

## Erfolge und Auszeichnungen
| - 2002 NAHL First All-Star Team - 2004 Hockey East All-Academic Team - 2005 Hockey East All-Academic Team - 2006 Hockey East Best Defensive Defenseman - 2006 Hockey East All-Academic Team | - 2006 Hockey East First All-Star Team - 2006 Hockey East All-Tournament Team - 2006 NCAA East First All-American Team - 2007 Teilnahme am AHL All-Star Classic - 2008 Teilnahme am AHL All-Star Classic |

## Karrierestatistik

### International
Vertrat die USA bei:
- Weltmeisterschaft 2009

(Legende zur Spielerstatistik: Sp oder GP = absolvierte Spiele; T oder G = erzielte Tore; V oder A = erzielte Assists; Pkt oder Pts = erzielte Scorerpunkte; SM oder PIM = erhaltene Strafminuten; +/− = Plus/Minus-Bilanz; PP = erzielte Überzahltore; SH = erzielte Unterzahltore; GW = erzielte Siegtore; 1 Play-downs/Relegation; Kursiv: Statistik nicht vollständig)